# Tom Sawyer kalandjai (film, 1973)
A Tom Sawyer 1973-as amerikai musicalfilm Mark Twain klasszikus kalandregénye alapján, főszerepben Johnny Whitaker mint Tom Sawyer, Jodie Foster mint Becky Thatcher és Jeff East mint Huckleberry Finn, valamint a wisconsini születésű Hank Kunu, akinek születési neve William Henry O'Brien, alakítja Indián Joe-t.
A filmet a Reader's Digest készítette. Forgatókönyvét és a dalokat is a Sherman Brothers, alias Robert B. Sherman és Richard M. Sherman írta.
Magyarországon az MGM mutatta be feliratozva 1995-ben, szinkronizálva 2011-ben az MGM és az M1.

## Szereplők
- Johnny Whitaker – Tom Sawyer, magyar hangja Berkes Bence
- Celeste Holm – Polly néni, magyar hangja Fazekas Zsuzsa
- Warren Oates – Muff Potter, magyar hangja Haagen Imre
- Jeff East – Huckleberry Finn, magyar hangja Kovács Benjámin
- Jodie Foster – Becky Thatcher, magyar hangja Czető Zsanett
- Lucille Benson – Özvegy Douglasné, magyar hangja Halász Aranka
- Henry Jones – Mr. Dobbins, magyar hangja Kajtár Róbert
- Noah Keen – Thatcher bíró, magyar hangja Rosta Sándor
- Kunu Hank – Indián Joe, magyar hangja Mikula Sándor
- Joshua Hill Lewis – Sidney
- Susan Joyce – Mary, magyar hangja Bogdányi Titanilla
- Richard Eastham – Dr. Robinson, magyar hangja Imre István

## A forgatás helyszíne
A filmet Missouri államban, Arrow Rockban forgatták. A barlangos jelenetet a Meramec-barlangban forgatták Stantonban, ami szintén Missouri államban helyezkedik el.

## Dalok
- "River Song" – Charley Pride, Chorus & Orchestra
- "Tom Sawyer" – Polly néni, Mary, Sidney
- "How Come?" – Tom Sawyer
- "If'n I Was God" – Tom Sawyer
- "A Man's Gotta Be"
- "Hannibal, Mo(Zour-Ee)"
- "Freebootin'" – Tom, Huckleberry
- "Aunt Polly's Soliloquy" – Polly néni

## Díjak és elismerések
1974-ben a Sherman testvéreket John Williamsszel együtt Golden Globe-díjra jelölték a Legjobb Eredeti Filmzene kategóriájában. Az 1974-es Oscar-díjra Philip M. Jeffriest és Robert De Vestelt jelölték a Legjobb látványtervezésért, Don Feldet a Legjobb jelmeztervezésért, valamint Richard M. Shermant, Robert B. Shermant a Legjobb eredeti dalokból álló filmzenéért és John Williamst a Legjobb dalfeldolgozásért. A díjat egyik kategóriában sem kapták meg.

## Érdekesség
- A film nagy botrányt kavart a bemutatón, ugyanis néhány jelenetben teljesen meztelen fiúk jelentek meg a képernyőn fürdőzés közben.